# Mike Hedges
Pour les articles homonymes, voir Hedges.
Mike Hedges est un ingénieur du son et producteur anglais né en 1953.
Il commence sa carrière comme assistant aux Morgan Studios de Londres à la fin des années 1970. Mike Hedges est crédité en tant qu'ingénieur du son sur Three Imaginary Boys, le premier album de The Cure produit par Chris Parry. Le label Fiction lui confie ensuite la production de l'album Seventeen Seconds en 1980, suivi par Faith l'année suivante. Il travaille également sur plusieurs albums de Siouxsie and the Banshees et des Associates durant les années 1980. Par la suite il produit de nombreux artistes, dont Marc Almond, Everything but the Girl, The Undertones, The Shamen, The Beautiful South, ou plus récemment Lush, Travis, Dido, U2 (groupe), Faithless et les Manic Street Preachers.

## Albums produits ou coproduits
- Seventeen Seconds, The Cure (1980, Fiction)
- Faith, The Cure (1981, Fiction)
- Fourth Drawer Down, The Associates (1981, Situation 2)
- Sulk, The Associates (1982, Associates)
- A Kiss in the Dreamhouse  Siouxsie & The Banshees(1982)
- Feast, The Creatures (1983, Polydor)
- What Is Beat?, The English Beat (1983, Go Feet)
- The Sin of Pride The Undertones (1983, Ardeck-EMI)
- Nocturne  Siouxsie and The Banshees (Album et Dvd live, 1983, Polydor)
- Hyæna Siouxsie and The Banshees (1984, Polydor)
- Baby The Stars Shine Bright, Everything But The Girl (1986, Blanco y Negro/Sire)
- Drop, The Shamen (1987, Mau Mau)
- Long Live The New Flesh, Flesh for Lulu (1987)
- Through the Looking Glass, Siouxsie and the Banshees (1987, Polydor)
- Peepshow, Siouxsie and the Banshees (1988, Polydor)
- Boomerang, The Creatures (1989, Polydor)
- Welcome To The Beautiful South, The Beautiful South (1989, Go Discs)
- Choke, The Beautiful South (1990, Go Discs)
- Split, Lush (1994, 4AD)
- Yes, McAlmont and Butler (1995, Hut Records)
- Everything Must Go, Manic Street Preachers (1996, Sony)
- No More Apologies, A House (1996, Setanta)
- White on Blonde, Texas (1997, Mercury Records)
- This Is My Truth Tell Me Yours, The Manic Street Preachers (1998, Virgin)
- The Man Who, Travis (1999, Independiente)
- Yeah, The Wannadies (1999, RCA)
- All That You Can't Leave Behind, U2 (2000, Island)
- Know Your Enemy, The Manic Street Preachers (2001, Epic Records)
- "My Generation", The Zimmers (2007)